# バルバセーナ
バルバセーナ（Barbacena）は、ブラジルの都市。ミナスジェライス州南部に位置する。人口13万8204人（2020年）、面積788km²。標高1136m。州都ベロオリゾンテの南、マンティケイラ山脈中に位置し、ブラジルでもっとも標高の高い10都市に含まれている。BR-040国道によってリオ・デ・ジャネイロやブラジリアと結ばれている。州都からは165kmはなれ、ジュイス・デ・フォーラからは97km離れている。バルバセーナは標高が高いため気候は冷涼であり、夏の平均は24℃、冬の平均13℃である。涼しい気候と豊富な降雨量はバルバセーナをミナスジェライス州最大の生花生産地帯の中心とした。このため、バルバセーナは「バラの街」との愛称で呼ばれている。また、この気候は酪農にも有利に働き、バルバセーナは乳製品の生産でも名高い。また、小規模な繊維工業もある。
19世紀には、バルバセーナはミナスジェライス州の鉱山と海岸を結ぶ主要な流通の中心だったが、鉄道の延伸とともにその地位を失った。バルバセーナにはブラジル16位の高校である空軍士官予備学校や医学校であるFaculdade de Medicina de Barbacenaがある。また、バルバセーナには狭軌鉄道であるEstrada de Ferro Oeste de Minasの駅がある。
バルバセーナはアメリカ合衆国アイオワ州バーリントンと姉妹都市提携を結んでいる。